# Československá liga ve vodním pólu mužů

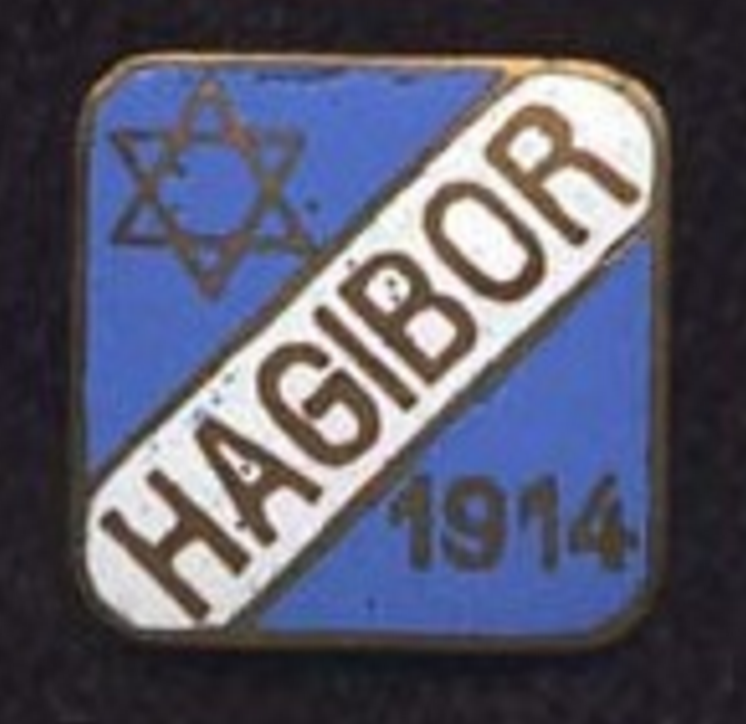
Odznáček ŽSK Hagibor Praha, jednoho z úspěšných meziválečných klubů

Československá liga ve vodním pólu mužů byla nejvyšší československá soutěž ve vodním pólu mužů. Vznikla v roce 1919 a probíhala do roku 1992 (s výjimkou let 1940–1944). Dobově byla označována jako I. československá liga. Od 1919–1990 ji organizoval Československý amatérský plavecký svaz (ČsAPZ), v roce 1990 vznikl samostatný Svaz vodního póla ČSFR (ZVPČ). Nejúspěšnějším týmem se stal ŠKP Košice (dříve Rudá hvězda Košice), který v ní dokázal zvítězit 29krát.

## Přehled sezón
| Rok     | Vítěz              |
| ------- | ------------------ |
| 1919    | Slávia Praha       |
| 1920    | APK Praha          |
| 1921    | APK Praha          |
| 1922    | Sparta Praha       |
| 1923    | Sparta Praha       |
| 1924    | APK Praha          |
| 1925    | Vysledky anulovány |
| 1926    | APK Praha          |
| 1927    | PTE Bratislava     |
| 1928    | Hagibor Praha      |
| 1929    | PTE Bratislava     |
| 1930    | APK Praha          |
| 1931    | ČPK Praha          |
| 1932    | ČPK Praha          |
| 1933    | Sparta Praha       |
| 1934    | ČPK Praha          |
| 1935    | Hagibor Praha      |
| 1936    | Hagibor Praha      |
| 1937    | Hagibor Praha      |
| 1938    | Sparta Praha       |
| 1939    | ČPK Praha          |
| 1940-44 | Nehrálo se         |
| 1945    | ČPK Praha          |
| 1946    | Sparta Praha       |

| Rok  | Vítěz               |
| ---- | ------------------- |
| 1947 | ČPK Praha           |
| 1948 | ŠK Bratislava       |
| 1949 | Vinohrady Praha     |
| 1950 | Sokol NV Bratislava |
| 1951 | Sokol NV Bratislava |
| 1952 | Sokol NV Bratislava |
| 1953 | ÚDA Praha           |
| 1954 | Slávia Bratislava   |
| 1955 | Slávia Bratislava   |
| 1956 | Slávia Bratislava   |
| 1957 | Slávia Bratislava   |
| 1958 | Slávia Bratislava   |
| 1959 | Slávia Bratislava   |
| 1960 | Slávia Bratislava   |
| 1961 | Motorlet Praha      |
| 1962 | ČH Košice           |
| 1963 | ČH Košice           |
| 1964 | ČH Košice           |
| 1965 | Slovan Piešťany     |
| 1966 | ČH Košice           |
| 1967 | ČH Košice           |
| 1968 | ČH Košice           |
| 1969 | ČH Košice           |
| 1970 | ČH Košice           |

| Rok  | Vítěz                |
| ---- | -------------------- |
| 1971 | ČH Košice            |
| 1972 | ČH Košice            |
| 1973 | ČH Košice            |
| 1974 | ČH Košice            |
| 1975 | ČH Košice            |
| 1976 | ČH Košice            |
| 1977 | ČH Košice            |
| 1978 | ČH Košice            |
| 1979 | ČH Košice            |
| 1980 | ČH Košice            |
| 1981 | ČH Košice            |
| 1982 | ČH Košice            |
| 1983 | ČH Košice            |
| 1984 | ČH Košice            |
| 1985 | ČH Košice            |
| 1986 | ČH Košice            |
| 1987 | ČH Košice            |
| 1988 | ČH Košice            |
| 1989 | Slávia UK Bratislava |
| 1990 | ČH Košice            |
| 1991 | ŠKP Košice           |
| 1992 | ŠKP Košice           |

## Historické statistiky
| Klub                     | Vítězství                                          |
| ------------------------ | -------------------------------------------------- |
| ČH / ŠKP Košice          | 29 (1962, 1963, 1964, 1966–1988, 1990, 1991, 1992) |
| Slávia UK Bratislava     | 8 (1954, 1955, 1956, 1957, 1958, 1959, 1960, 1989) |
| ČPK Praha                | 6 (1931, 1932, 1934, 1939, 1945, 1947)             |
| Sparta Praha             | 5 (1922, 1923, 1933, 1938, 1946)                   |
| APK Praha                | 5 (1920, 1921, 1924, 1926, 1930)                   |
| Hagibor Praha            | 4 (1928, 1935, 1936, 1937)                         |
| ŠK / Sokol NV Bratislava | 4 (1948, 1950, 1951, 1952)                         |
| PTE Bratislava           | 2 (1927, 1929)                                     |
| Slovan Piešťany          | 1 (1965)                                           |
| Motorlet Praha           | 1 (1961)                                           |
| ÚDA Praha                | 1 (1953)                                           |
| Vinohrady Praha          | 1 (1949)                                           |
| Slavia Praha             | 1 (1919)                                           |